# Artur Kotowski
Artur Jerzy Kotowski (ur. 15 marca 1984) – polski prawnik, profesor nauk społecznych w dyscyplinie nauki prawne związany z Wydziałem Prawa i Administracji Uniwersytetu Kardynała Stefana Wyszyńskiego w Warszawie (WPiA UKSW), od 2020 kierownik Katedry Teorii i Filozofii Prawa tej uczelni.

## Życiorys
Absolwent prawa na Wydziale Prawa i Administracji Uniwersytetu Marii Curie-Skłodowskiej (WPiA UMCS) – 2008. W latach 2006–2008 prezes tamtejszego Studenckiego Koła Naukowego Prawników. Doktorat uzyskał na WPiA UMCS w 2012 na podstawie pracy pt. Modele dyskursów prawniczych, napisanej pod kierunkiem dr hab. prof. ucz. Andrzeja Korybskiego. Habilitację uzyskał w roku 2018 na WPiA UKSW na podstawie pracy pt. Wykładnia orientacyjna. Teorie wykładni prawa i teoria orientacyjnego badania wykładni operatywnej. W latach 2015–2019 nauczyciel akademicki zatrudniony na Wydziale Prawa Europejskiej Wyższej Szkoły Prawa i Administracji w Warszawie. Prodziekan tego wydziału w latach 2015-2018 oraz dziekan w latach 2018-2019. 
W 2018 został zatrudniony na UKSW na stanowisku adiunkta, od 2019 na stanowisku profesora uczelni. W latach 2020–2024 dyrektor Instytutu Nauk Prawnych, od 1 lipca 2020 kierownik Katedry Teorii i Filozofii Prawa tej uczelni. Wykładowca wstępu do prawoznawstwa, logiki i argumentacji prawnej oraz teorii i filozofii prawa. 
Jest radcą prawnym niewykonującym zawodu (WA-8495). Zatrudniony w Sądzie Najwyższym w Biurze Studiów i Analiz. Członek Głównej Komisji Orzekającej w Sprawach o Naruszenie Dyscypliny Finansów Publicznych w kadencji 2021–2025. Sędzia Sądu Giełdowego przy Giełdzie Papierów Wartościowych w Warszawie kadencji 2022–2025. Postanowieniem Prezydenta RP Andrzeja Dudy z 27 czerwca 2024 uzyskał tytuł naukowy profesora nauk społecznych w dyscyplinie nauki prawne. 
W grudniu 2024 został zgłoszony przez Prawo i Sprawiedliwość jako kandydat na stanowisko sędziego Trybunału Konstytucyjnego, po tym jak kadencje Mariusza Muszyńskiego, Piotra Pszczółkowskiego i Julii Przyłębskiej zakończyły się. 19 lutego 2025 jego kandydatura została zaopiniowana negatywnie przez sejmową Komisję Sprawiedliwości i Praw Człowieka przez brak chęci obsadzania trybunału w ogóle, bo jak powiedział przewodniczący komisji Paweł Śliz: Nie możemy legitymizować destrukcji organu badającego zgodność z konstytucją, a wysyłanie kogokolwiek do TK byłoby taką legitymizacją. 

## Główne publikacje
- Sędziowski aktywizm interpretacyjny a skłonność do ryzyka decyzyjnego, 2025, ISBN: 9788382704075; https://bazawiedzy.uksw.edu.pl/info/book/UKSWdc717ac21ce3413281e5072308314077/
- Podstawy prawoznawstwa (wspólnie z K. Kaletą), wyd. 2016, 2019, 2024
- Wykładnia orientacyjna. Teorie wykładni prawa i teoria orientacyjnego badania wykładni operatywnej, 2018, ISBN: 978-83-8085-715-5
- Wykładnia sądów kasacyjnych w świetle empirycznych badań orzecznictwa, 2020, ISBN: 978-83-8085-537-3
- Wybrane zagadnienia teorii i filozofii prawa (red. i współautor), 2021, ISBN: 978-83-66491-48-9
- Wykładnia Trybunału Sprawiedliwości Unii Europejskiej w świetle empirycznych badań orzecznictwa, 2022, ISBN: 978-83-66454-34-7
- Model analizy legislacyjnej. Teoria studiów nad procesem ustawodawczym w zarysie, 2023, ISBN: 978-83-8270-220-0